# هارتلیپ
هارتلیپ (به انگلیسی: Hartlip) یک روستا و محله مدنی در بریتانیا است که در Swale واقع شده‌است. هارتلیپ ۷۶۹ نفر جمعیت دارد.